# Lionsbridge Football Club
Lionsbridge Football Club, ou Lionsbridge FC, é um clube americano de futebol com sede na Península da Virgínia. O clube foi fundado em 2017, e joga na USL League Two. As cores do clube são azul, preto e branco, e o nome do clube deve-se à Lions Bridge, o icônico marco da Península que fica ao longo do rio James e no Mariners 'Museum Park desde 1923. A equipe joga seus jogos em casa no TowneBank Stadium, no campus da Christopher Newport University .

## fundo
Os fundadores originais incluem Mike Vest, Kevin Joyce e Dan Chenoweth, todos residentes na Península da Virgínia. O Lionsbridge FC anunciou, através de suas redes sociais, sua fundação em 9 de junho de 2017 . No momento do anúncio do time, o clube convidou os torcedores para ajudar a determinar seu escudo através de uma votação entre seus torcedores nas redes sociais. Mais de 600 pessoas votaram  e a equipe revelou o design vencedor em julho de 2017. O simbolo integra quatro características de identificação da Península da Virgínia - a Ponte do Lions, a localização da equipe e o ano de lançamento, os rios James e York e a importância da região como centro das forças armadas dos Estados Unidos.
A equipe foi anunciada como franquia de expansão da Premier Development League durante uma coletiva de imprensa em 14 de novembro de 2017.
A equipe nomeou Chris Whalley como seu primeiro treinador principal em 14 de fevereiro de 2018.

## Ex-jogadores notáveis
Tom Devitt (2018) assinou com Gateshead FC em 1 de agosto de 2018.
Josh Spencer (2018) assinou contrato com a Hinckley AFC na Inglaterra em 2 de agosto de 2018.
Joe Rice (2018) assinou com o Richmond Kickers da USL League One em 20 de março de 2019.
Oscar Ramsay (2019) assinou com o Charlotte Independence da USL Championship em 24 de janeiro de 2020.
Fortia Munts (2018) assinou com o Valentine Eleebana Phoenix da Austrália em 9 de dezembro de 2019.
Luke Brown (2019) assinou contrato com o Hitchin Town FC na Inglaterra em 23 de agosto de 2020.

## Patrocinadores
Os patrocinadores da temporada inaugural do Lionsbridge FC incluem Chick-fil-A (patrocinador oficial da camisa), Riverside Health System (fornecedor oficial de medicamentos esportivos), Planet Fitness (clube oficial de saúde), Nike (fornecedor oficial de roupas) e Financial Security Group.